# Préférences des instrumentistes parmi des violons neufs et anciens
Préférences des instrumentistes parmi des violons neufs et anciens, en anglais Player preferences among new and old violins, est une étude scientifique menée en 2010 auprès de plusieurs violonistes professionnels afin d'étudier avec rigueur scientifique les préférences des violonistes envers les violons anciens et modernes.
L'étude est menée par la chercheuse de l'université parisienne Pierre et Marie Curie, Claudia Fritz, acousticienne, et le luthier Joseph Curtin (en), qui réalisent une étude randomisée en double aveugle. Vingt-et-un violonistes professionnels (dont 15 membres de l'Orchestre symphonique d'Indianapolis) ont joué et tenté d'identifier quels violons étaient les anciens (dont deux Stradivarius et un Guarneri del Gesù) et lesquels étaient les récents. Enfin ils ont désigné lequel ils préféraient. 
Cette étude est publiée dans la revue PNAS de l'Académie nationale des sciences en janvier 2012 sous l'intitulé Player preferences among new and old violins. Plusieurs organes de presse y font écho,.

## Protocoles d'expérimentation
L'expérience a été réalisée lors de la dix-huitième édition de l'International Violin Competition of Indianapolis (IVCI) en septembre 2010.
Afin de s'assurer que les violonistes ne puissent pas apprécier les violons d'une autre manière que par l'ouïe, l'expérience a été élaborée en double aveugle. L'organisateur chargé de fournir les violons à l'artiste ne pouvait pas voir ni toucher les violons et les violonistes ont joué dans la pénombre en portant des lunettes teintées. Enfin, du parfum a été appliqué sur la mentonnière de chaque violon pour masquer l'odeur du vernis.
Supposant que les violonistes préfèrent essayer des violons dans des lieux à l'acoustique sèche, les organisateurs ont choisi de réaliser cette expérience dans une chambre d'hôtel. Afin d’atténuer un peu plus la réflexion du son, des draps ont été tendus dans la pièce.
L'expérience comporte en réalité deux sous-expériences distinctes.

## Première sous-expérience
Les organisateurs indiquent que le but de cette expérience a été de vérifier les postulats de Weinreich G : « Tous les musiciens expérimentés peuvent discerner un violon d'étude, d'un violon décent, d'un violon professionnel et d'un violon de soliste en moins de 30 secondes et leurs opinions coïncideraient de façon certaine » et d'Andreas Langhoff : « N'importe quel musicien vous dira immédiatement s'il joue sur un instrument antique ou sur un instrument moderne ».
Les instruments sont présentés par paires au musicien qui peut jouer du premier instrument une minute à partir de l'instant où est jouée la première note. Le temps imparti écoulé, le premier violon est récupéré sans possibilité pour l'artiste de pouvoir à nouveau en jouer. Le deuxième instrument est alors confié au violoniste dans les mêmes conditions. Les paires sont composées d'un violon ancien et d'un violon moderne mais le musicien l'ignore. Chacune des neuf paires possibles est présentée au violoniste, à laquelle s'ajoute une dixième paire de contrôle qui est l'une des paires déjà proposées. L'ordre des paires est aléatoire pour éviter un biais dans l'ordre de présentation des violons.
Après chaque paire, il est demandé au joueur de désigner quel violon il a préféré.

## Deuxième sous-expérience
Le musicien dispose de vingt minutes pour essayer les six violons disposés sur le lit. Ceux-ci sont librement accessibles durant toute la durée de l'expérimentation. Les organisateurs invitent les violonistes à exprimer oralement leurs appréciations durant l'expérience.
À la fin du temps imparti, le sujet doit désigner quel violon il souhaiterait ramener chez lui. Enfin, il est invité par les organisateurs à indiquer le meilleur et le moins bon violon pour chacun des quatre critères suivants : gamme de couleur, projection, jouabilité et réponse de l'instrument.

## Participants
Les vingt-et-un violonistes participant à cette expérimentation ont été sélectionnés par les organisateurs pour leur expertise reconnue. D'un âge entre vingt et soixante-cinq ans, ils avaient entre quinze et soixante-et-un ans de pratique du violon et jouaient sur des instruments dont la valeur est estimée entre 1 300 euros et 7 millions d'euros. Dix d'entre eux étaient titulaires d'un master ou d'un doctorat, dix-neuf se définissaient comme des musiciens professionnels dont onze avaient joué en soliste, seize avaient joué en formation de musique de chambre et quatorze étaient musiciens d'orchestre. Enfin quatre d'entre eux concouraient à l'IVCI, deux étaient membres du jury (dont Jean-Jacques Kantorow) et huit étaient de l'orchestre Symphonique d'Indianapolis.
Chaque artiste a joué tous les violons avec son propre archet. Les quatre participants qui n'avaient pas apporté leur propre archet se sont vus offrir un archet de « haute qualité » par les organisateurs.

## Violons testés
Six violons ont été testés, trois anciens et trois modernes. La valeur cumulée des trois violons anciens est estimée à dix millions de dollars en 2010, ce qui représente environ cent fois le prix des trois violons modernes. Le faible nombre de violons testés est dû à la difficulté d'obtenir le prêt d'instruments de plusieurs millions de dollars pour des tests en double aveugle et au faible temps imparti à cette expérience.

### Violons modernes
Les trois violons modernes ont été fabriqués par des luthiers différents et leur âge était compris entre quelques jours et plusieurs années. Ils ont été sélectionnés par les organisateurs en raison de leur excellente qualité sonore et du confort ressenti lors du jeu. 

### Violons anciens
Les violons anciens ont été prêtés par des participants au IVCI avec la consigne de ne les modifier en aucune façon (notamment le réglage ou le changement des cordes, de la mentonnière, etc.). De plus l'accord précisait que le prêteur du violon ne devait pas pouvoir être identifié.
| Designation | Description                 | Notes |
| ----------- | --------------------------- | --- |
| O1          | Antonio Stradivari (c.1700) | « ...l'instrument principal de l'un des plus célèbres violonistes du vingtième siècle, qui appartient actuellement à une institution qui le prête à un violoniste réputé. Il nous provient d'un soliste qui l'a utilisé pour de nombreux concerts et plusieurs enregistrements à but lucratif ces dernières années » |
| O2          | Guarneri del Gesù (c.1740)  | « ...de la dernière période du luthier, durant laquelle il a fabriqué certains de ses plus célèbres violons » |
| O3          | Antonio Stradivari (c.1715) | « ...de la période d'or du maître, de nombreux violonistes célèbres l'ont utilisé lors de concerts et d'enregistrements » |

## Résultats
- Le violon le plus apprécié est un violon moderne[5].
- Le moins apprécié est le Stradivarius c.1700 avec des valeurs significatives[5].
- La corrélation entre l'âge de l'instrument, sa valeur monétaire et la qualité perçue est faible[6].
- La plupart des violonistes a semblé incapable d'établir si leur violon préféré est un moderne ou un ancien[7],[8].

Treize des vingt-et-un violonistes (soit 62 %) ont choisi de ramener chez eux un violon moderne dans la première expérience. Cependant compte tenu du faible échantillon, l'intervalle de confiance statistique est large [38 % ; 82 %] et il n'est pas possible de généraliser cette observation.
Dans la première sous-expérience, seuls onze sujets (52 %) ont fait le même choix concernant la paire de contrôle qui leur a été présentée deux fois.

## Critiques
Earl Carlyss, membre du Quatuor Juilliard a critiqué l'étude en affirmant : « C'est une manière tout à fait inappropriée de rechercher la qualité de ces instruments » ; en précisant que ce qui fait la suprématie des violons anciens, c'est la manière dont ils résonnent dans une salle de concert aux oreilles des spectateurs et non pas le fait que des violonistes les apprécient dans une chambre d'hôtel. L'une des organisatrices, Claudia Fritz, fait remarquer sur son blog que le but de cette expérience n'était pas d'étudier les qualités objectives des instruments mais plutôt les préférences subjectives des violonistes dans des conditions fixées. 
Samuel Zygmuntowicz (en), un luthier réputé a défini cette étude comme « hautement crédible » et a ajouté qu'elle « est une douche froide pour les vieux mythes et que c'est vraisemblablement une excellente nouvelle pour tous les jeunes musiciens qui ne pourront jamais s'offrir de tels violons ».
Certains commentateurs (incluant des participants à l'étude) ont critiqué le fait que les vieux violons n'aient pas été accordés récemment et qu'ils pouvaient être équipés de vieilles cordes quand les violons modernes avaient été accordés par les organisateurs. Il s'agit cependant de l'une des conditions du prêt des violons anciens.

## Réactions des sujets de l'étude
John Soloninka, l'un des violonistes participant à l'étude a dit « C'était passionnant. Je pensais moi aussi être capable d'établir une différence, mais j'en ai été incapable » et « Si après cette étude vous faites des critiques mesquines et rejetez cette étude, alors vous êtes dans le déni. Si nous-même, au nombre de vingt-et-un dans des conditions de contrôle, ainsi que mille cinq cents personnes dans un hall n'avons pu repérer aucune différence, et cela en accord avec des études antérieures alors il est temps d'enterrer le mythe des violons anciens,. »